# Шумшори
Шумшо́ри (рос. Шумшоры, удм. Шумшоры) — присілок у складі Каракулинського району Удмуртії, Росія.
Населення — 1 особа (2010; 1 у 2002).
Національний склад:
- росіяни — 100 %